# Ve stínu dinosaurů
Ve stínu dinosaurů (v anglickém originále Mammals vs. Dinos) je americký populárně naučný dvoudílný dokument z produkce Discovery. Premiéru měl v roce 2008 na stanici Science Channel. Seriál má dvě epizody: The age of gigantism a The rise of mammals. Dokument popisuje, jak se vyvíjeli savci za dob dinosaurů. Často tak odhaluje například vnitřek mozků nebo uší těchto savců. V dokumentu je též popsána anatomie některých dinosaurů. Prozatím však tento dokument na DVD nevyšel.